# Phellodendron amurense
Phellodendron amurense är en vinruteväxtart som beskrevs av Franz Josef Ivanovich Ruprecht. Phellodendron amurense ingår i släktet Phellodendron och familjen vinruteväxter.

## Underarter
Arten delas in i följande underarter:
- P. a. japonicum
- P. a. lavallei
- P. a. sachalinense